# Spodoptera eudioptoides
Spodoptera eudioptoides är en fjärilsart som beskrevs av Barnes och Benjamin 1923. Spodoptera eudioptoides ingår i släktet Spodoptera och familjen nattflyn. Inga underarter finns listade i Catalogue of Life.